# 티에보 헤리츠마
티에보 헤리츠마(네덜란드어: Tjebbo Gerritsma, 1972년 1월 9일 ~ )는 네덜란드의 배우이다. 영화 《테스와 보낸 여름》에서 샘 아버지 역으로 출연했다.

## 출연 작품
- 테스와 보낸 여름(2019)